# Lijst van voetbalinterlands Bermuda - Guyana
Deze lijst van voetbalinterlands is een overzicht van alle officiële voetbalwedstrijden tussen de nationale teams van Bermuda en Guyana. De landen speelden tot op heden vijf keer tegen elkaar. De eerste ontmoeting, een kwalificatiewedstrijd voor het Wereldkampioenschap voetbal 2014, vond plaats in Georgetown op 6 september 2011. Het laatste duel, een groepswedstrijd tijdens de CONCACAF Nations League 2022/23, werd gespeeld op 25 maart 2023 in Devonshire.

## Wedstrijden
| № | Plaats     | Datum            | Competitie                      | Wedstrijd        | Uitslag |
| - | ---------- | ---------------- | ------------------------------- | ---------------- | ------- |
| 1 | Georgetown | 6 september 2011 | WK 2014 kwalificatie            | Guyana − Bermuda | 2 − 1   |
| 2 | Devonshire | 11 oktober 2011  | WK 2014 kwalificatie            | Bermuda − Guyana | 1 − 1   |
| 3 | Hamilton   | 6 juni 2019      | Vriendschappelijk               | Bermuda − Guyana | 1 − 0   |
| 4 | Leonora    | 7 juni 2022      | CONCACAF Nations League 2022/23 | Guyana − Bermuda | 2 − 1   |
| 5 | Devonshire | 25 maart 2023    | CONCACAF Nations League 2022/23 | Bermuda − Guyana | 0 − 2   |

## Samenvatting
| Competitie              | Totaal gespeeld | Winst Bermuda | Gelijk | Winst Guyana | Doelsaldo Bermuda – Guyana |
| ----------------------- | --------------- | ------------- | ------ | ------------ | -------------------------- |
| WK-kwalificatie         | 2               | 0             | 1      | 1            | 2 − 3                      |
| CONCACAF Nations League | 2               | 0             | 0      | 2            | 1 − 4                      |
| Vriendschappelijk       | 1               | 1             | 0      | 0            | 1 − 0                      |
| Totaal                  | 5               | 1             | 1      | 3            | 4 − 7                      |

Wedstrijden bepaald door strafschoppen worden, in lijn met de FIFA, als een gelijkspel gerekend.